# Emil et le Porcelet
Pour plus de détails, voir Fiche technique et Distribution.
Emil et le Porcelet (Emil och griseknoen) est un long métrage d'animation suédois réalisé par Olle Hellbom, sorti en 1973. 
Il est basé sur le troisième tome des livres de la série Zozo la tornade de l'auteur suédois Astrid Lindgren.

## Fiche technique
- Titre français : Emil et le Porcelet
- Titre original : Emil och griseknoen
- Pays :  Suède
- Langue : suédois
- Format : couleur
- Son : Dolby
- Durée : 96 minutes
- Dates de sortie : 
  - Suède : 6 octobre 1973
  - Danemark : 16 mars 1974

## Voix
- Astrid Lindgren : Berättarröster
- Jan Ohlsson : Emil Svensson
- Lena Wisborg : Ida Svensson
- Allan Edwall : Anton, Emils Pappa
- Emy Storm : Alma, Emils Mamma
- Björn Gustafson : Alfred,Dräng
- Maud Hansson : Lina, Piga
- Carsta Löck : Krösa-Maja
- Isa Quensel : Krösa-Majas röst
- Hannelore Schroth : Fru Petrell
- Jan Nygren : Auktionsutroparen i Backhorva
- Pierre Lindstedt : Bulten i Bo
- Göthe Grefbo : Kråkstorparn
- Wilhelm Clason : Bastefallarn
- Georg Årlin : Präst
- Curt Masreliez : Godtemplare
- Hans-Eric Stenborg : Godtemplare
- Sven Holmberg : Godtemplare
- Gisela Hahn : Skolfröken